# 宮崎彩
宮崎 彩（みやざき あや、1990年7月27日 - ）は、大阪府吹田市出身のタレントとして活動している。現在テレビ大阪で放送中のP-1 パチとも倶楽部にレギュラー出演中。
アライブエンタテインメント所属。愛称はあ～や姫。

## 人物
- 大阪生まれの大阪育ち。現在も 大阪府吹田市在住。
- 女の子宣言! アゲぽよTVでは「アゲぽよNo.32とんかつソース舐め放題こと宮崎 彩」（4期生）として活躍していたが、2015年4月1日の放送で卒業を発表した。
- 血液型はO型。
- 趣味はダンス、歌、野球観戦、温泉巡り。最近はバッティングセンターにはまっている。
- 学生時代の得意科目は美術。不得意科目は地理。
- 特技はアニメ声、モノマネ、キャラ弁作り。
- 必殺技は悩殺ウインク。
- 性格はうさぎ並のさみしがり屋で360℃のど天然。
- 憧れているタレントは釈由美子さん。
- 好きな食べ物は、カレーライス、枝豆とお寿司。中でもえんがわが一番好き。カレーライスと枝豆は一ヶ月間食べてもOK。フルーツではパイナップルが一番好き。
- 苦手なものはお化け、昆虫、寒さ（寒さは強敵！）、朝、熱い赤だしで猫舌。
- 毎日黒烏龍を飲んでいる程の大のお茶好き。
- 一番行ってみたい外国は韓国とスウェーデン。国内では沖縄と北海道。
- 高い場所や、橋の上を基地としている。（高い場所が好き）
- もちもちな肌と八重歯、サラサラな髪が自慢。
- 季節では夏が一番好き。寒い冬は一番苦手だけど北海道が大好き。
- 自宅ではチワワを4匹飼っている。ホワイトタイガーも飼ってみたいと思っている。
- 兄弟では兄がひとりいる。

## 経歴
- 高校卒業後、東京の専門学校に通うために上京。東京での生活は一人暮らしだった為、寂しかったとの事。帰阪後、現在の所属事務所である株式会社アライブエンタテインメントに自らが応募しタレントデビュー。
- 現在は大阪を仕事の活動拠点としているが、撮影会のデビューは大阪ではなく東京であった
- SG第17回オーシャンカップイメージガール
- 2012年8月からはジャンバリ天使として活躍
- TSUTAYAプリンセス2013　ファイナリスト
- OC　STYLEレギュラーモデル
- 2013年1月31～2月2日にオリックス・バファローズの宮古島キャンプのリポーターを務めた
- 2014年南海部品ナンカイメイト
- P-1 パチとも倶楽部の番組マスコットガールであるスマイルピースのメンバー（宮崎彩、川本サリー、佐藤夢）の一員

## 撮影会
- 初めての撮影会は「きらきら撮影会」で開催されたTSUTAYAプリンセス撮影会」（2012年5月5日）
- 「きらきら撮影会」TSUTAYAプリンセス七夕撮影会」（2012年7月7日）
- 「FOTO-JO撮影会」 初のソロ撮影会（2012年8月4日）
- 「TSUTAYAプリンセス撮影会」（2012年9月1日）
- 「TSUTAYAプリンセス撮影会」（2012年9月17日）
- 「エモーション撮影会」大阪初撮影会（2012年9月22日）
- 「TSUTAYAプリンセス撮影会」（2012年10月21日）
- 「fresh!撮影会」（2012年11月9日）
- 「fresh!撮影会」（2012年11月10日）
- 「TSUTAYAプリンセス撮影会」（2012年11月23日）
- 「TSUTAYAプリンセス ラスト撮影会」（2012年12月23日）
- 「fresh!撮影会」（2013年2月16日、17日）
- 「エモーション撮影会」（2013年2月23日）
- 「エモーション撮影会」（2013年3月16日）
- 「FOTO-JO撮影会」（2013年3月24日）
- 「エモーション撮影会」（2013年4月28日）
- 「FOTO-JO撮影会」（2013年6月9日）
- 「エモーション撮影会」（2013年6月22日）
- 「エモーション撮影会」（2013年7月21日）
- 「エモーション撮影会」（2013年8月18日）
- 「エモーション撮影会」（2013年9月22日）
- 「エモーション撮影会」（2013年10月14日）
- 「エモーション撮影会」（2013年11月30日）
- 「エモーション撮影会」（2014年1月11日）
- 「エモーション撮影会」（2014年2月9日）
- 「エモーション撮影会」（2014年3月9日）
- 「エモーション撮影会」（2014年4月5日）
- 「エモーション撮影会」（2014年5月18日）
- 「エモーション撮影会」（2014年7月13日）

## テレビ出演
- 「TRY☆IDOL」（J:COM）（2012年4月16日 他）
- 「ビーバップ!ハイヒール」（朝日放送）（2012年4月26日）
- 「D☆D～だれでもだいすき～」（テレビ埼玉他）（2012年5月25日 他）
- 「宮崎彩と蒼井さやの沖縄大好き」（テレビ大阪、日本レジャーチャンネル）（2012年6月25日 他）
- 「ハピくるっ！」（関西テレビ）（2012年7月11日）
- 「おねだりマスカットSP!」（テレビ大阪）（2012年7月11日）
- 「キャラぱら!」（関西テレビ）（2012年7月16日）
- 「monoモノ倶楽部」（読売テレビ）（2012年7月17日）
- 「ウキキちゃんねる」（読売テレビ）（2012年9月9日）
- 「八方・今田のよしもと楽屋ニュース 2012」（読売テレビ）（2012年12月28日）
- 「P-1 パチとも倶楽部」（テレビ大阪）（2013年1月～）
- 「プロ野球スポーツフェスティバル」（読売テレビ）（2013年1月6日）
- 「女の子宣言! アゲぽよTV」（毎日放送）（2013年1月9日～）
- 「女の子宣言! ヒルぽよTV」（毎日放送）
- 「たかじんNOマネー」（テレビ大阪）（2013年3月2日 他）
- 「コヤブ歴史堂〜にゃんたの（秘）ファイル〜」（朝日放送）（2013年6月22日 他）
- 「$1銀玉打闘会～ドル箱王への挑戦!～」（テレビ神奈川他）（2013年7月5日 他）
- 「SHINPUU3 GAG少年楽団×コマンダンテの奇跡の確立」（関西テレビ）（2013年7月25日）
- 「八方・今田のよしもと楽屋ニュース 2013」（読売テレビ）（2013年12月30日）
- 「新春恒例！痛快パチンコ天国」（奈良テレビ）（2014年1月3日）
- 「モテモテかんぱにーR25」（2014年10月23日、2014年10月30日、2014年11月6日、関西テレビ） - 水着AD
- 「八方・今田のよしもと楽屋ニュース 2014」（読売テレビ）（2014年12月28日）

## ネット配信
- 「関西ウォーカーTV」（USTREAMチャンネル）（2013年2月12日）
- 「シネマdeピロートーク」（USTREAMチャンネル）（2013年3月6日）

## ラジオ出演
- 「オーシャンRadio」（FM OSAKA）（2012年7月2日 他）
- 「高野あさおの週刊・おーmyとーく!」（ABCラジオ）（2012年7月）
- 「Mash up!」（FM OSAKA）（2012年7月19日）

## CM
- 「森村金属サンシャインウォール」（2012年4月～）
- 「オーシャンカップのCM（素敵な夏篇）（一緒に夏しよう篇）（気持ちいい夏にしよう篇）」（2012年7月～）

## ライブ
- 「Girls Planet* vol.6 ～Idol premium new year LiVE!!!～2013」（2013年1月5日）

## イベント
- 2013年3月30日～4月7日 春満開！MBSキャラまつりに出演
- 2013年10月12日 ウメチャ祭りに出演
- 2014年3月21日～23日 大阪モーターサイクルショー2014南海部品ブース
- 2014年4月4日 チャリウッド2014に出演
- 2014年5月17日 NANKAIライダーズMeet in ONOKORO（淡路ワールドパーク）にナンカイメイトとして出演
- 2014年8月3日 スマイルピースのデビューシングルGirl meets boy発売イベント
- 2014年9月14日 全日本モトクロス選手権（名阪スポーツランド）にて南海部品のナンカイメイトとしてイベント
- 2014年10月5日 スマイルピースのファンミーティング開催
- 2014年11月16日 南海部品 豊橋店で一日店長に就任
- 2014年11月24日 NANKAIライダーズMeet in 群馬県みどり市（BOAT RACE桐生）にナンカイメイトとして出演
- 2015年2月14日 南海部品 箕面店で一日店長に就任
- 2015年2月21日 南海部品 本店で一日店長に就任

## DVD
- 「戦車模型を創ろう vol.1」（SUGATA WORX）（2013年7月15日）

## 写真集
- 「TSUTAYAプリンセス 電子写真集 第一弾」（2012年4月）
- 「TSUTAYAプリンセス 電子写真集 第二弾」（2012年4月）
- 「TSUTAYAプリンセス 電子写真集 第三弾」（2012年4月）
- 「TSUTAYAプリンセス 電子写真集 第四弾」（2012年5月）
- 「TSUTAYAプリンセス 電子写真集 第五弾」（2012年5月）
- 「TSUTAYAプリンセス 電子写真集 第六弾」（2012年5月）
- 「TSUTAYAプリンセス 電子写真集 第七弾」（2012年5月）
- 「TSUTAYAプリンセス 電子写真集 第八弾」（2012年6月）
- 「TSUTAYAプリンセス 電子写真集 第九弾」（2012年6月）
- 「TSUTAYAプリンセス 電子写真集 第十弾」（2012年6月）
- 「TSUTAYAプリンセス 電子写真集 第十一弾」（2012年6月）
- 「TSUTAYAプリンセス 電子写真集 第十二弾」（2012年6月）
- 「TSUTAYAプリンセス 電子写真集 第十三弾」（2012年7月）
- 「TSUTAYAプリンセス 電子写真集 第十四弾」（2012年7月）
- 「TSUTAYAプリンセス 電子写真集 第十五弾」（2012年7月）
- 「TSUTAYAプリンセス 電子写真集 第十六弾」（2012年7月）
- 「TSUTAYAプリンセス 電子写真集 第十七弾」（2012年8月）
- 「TSUTAYAプリンセス 電子写真集 第十八弾」（2012年8月）
- 「TSUTAYAプリンセス 電子写真集 第十九弾」（2012年8月）
- 「TSUTAYAプリンセス 電子写真集 第二十弾」（2012年8月）
- 「TSUTAYAプリンセス 電子写真集 第二十一弾」（2012年8月）
- 「TSUTAYAプリンセス 電子写真集 第二十二弾」（2012年9月）
- 「TSUTAYAプリンセス 電子写真集 第二十三弾」（2012年9月）
- 「TSUTAYAプリンセスファイナル 電子写真集 A ver. B ver.」（2012年10月）

## 雑誌
- 「コミック アーススター」（2012年11月）
- 「ジャンバリ 1月号」（2012年11月）
- 「関西ウォーカー(Kansai walker)」（2013年1月）
- 「ジャンバリ 3月号」（2014年1月）
- 「ジャンバリ 12月号」（2014年10月）